# 첫날밤 갑자기
첫날밤 갑자기는 1969년 공개된 대한민국의 영화이다.

## 배역
- 신성일
- 윤정희
- 문정숙
- 이순재
- 박암
- 한은진
- 장민호
- 김정훈